# 切斯特 (新澤西州)
切斯特（英語：Chester）是位於美國新澤西州摩里斯縣的自治市鎮。

## 人口
根據2020年美國人口普查的數據，切斯特的面積為4.13平方千米，皆為陸地。當地共有人口1681人，而人口密度為每平方千米407人。